# Lijst van onroerend erfgoed in Beringen
Een overzicht van het onroerend erfgoed in de gemeente Beringen. Het onroerend erfgoed maakt deel uit van het cultureel erfgoed in België.

## Bouwkundig erfgoed
| Object                                                             | Erfgoedstatus?                                                     | Bouwjaar of architect | Deelgemeente | Adres                                    | Coördinaten                  | Nummer? | Afbeelding                                                         |
| ------------------------------------------------------------------ | ------------------------------------------------------------------ | --------------------- | ------------ | ---------------------------------------- | ---------------------------- | ------- | ------------------------------------------------------------------ |
| Watermolen Heilige Geestmolen                                      |                                                                    |                       | Beringen     | Beekstraat 50                            | 51° 2' 38" NB, 5° 12' 21" OL | 21407   | Watermolen Heilige Geestmolen                                      |
| Kapel van Broekhoven                                               | landschap                                                          |                       | Beringen     | Broekhovenstraat                         | 51° 2' 38" NB, 5° 13' 39" OL | 21408   | Kapel van Broekhoven                                               |
| Afspanning De Kroon                                                |                                                                    |                       | Beringen     | Brugstraat 1-3                           | 51° 2' 54" NB, 5° 13' 12" OL | 21409   | Afspanning De Kroon                                                |
| Watermolen en molenhuis Brulmolen                                  |                                                                    |                       | Beringen     | Brulmolenstraat 2                        | 51° 3' 7" NB, 5° 13' 36" OL  | 21410   | Watermolen en molenhuis Brulmolen                                  |
| Soldatenkapelleke van 1915                                         |                                                                    |                       | Beringen     | Everselstraat                            | 51° 2' 21" NB, 5° 13' 48" OL | 21411   | Soldatenkapelleke van 1915                                         |
| Hoekhuis Sint-Antonius van 1634                                    |                                                                    |                       | Beringen     | Hoogstraat 5                             | 51° 2' 53" NB, 5° 13' 24" OL | 21413   | Hoekhuis Sint-Antonius van 1634                                    |
| Parochiekerk Sint-Pietersbanden                                    | Monument: koor, middenbeuk en transept, toren en zijbeuken         |                       | Beringen     | Markt 6                                  | 51° 2' 54" NB, 5° 13' 30" OL | 21415   | Parochiekerk Sint-Pietersbanden                                    |
| Hoeve                                                              |                                                                    |                       | Beringen     | Markt 7                                  | 51° 2' 54" NB, 5° 13' 31" OL | 21417   | Hoeve                                                              |
| Burgerhuis in eclectische stijl                                    |                                                                    |                       | Beringen     | Markt 11                                 | 51° 2' 52" NB, 5° 13' 33" OL | 21418   | Burgerhuis in eclectische stijl                                    |
| Neoclassicistisch burgerhuis                                       |                                                                    |                       | Beringen     | Markt 17                                 | 51° 2' 51" NB, 5° 13' 29" OL | 21419   | Neoclassicistisch burgerhuis                                       |
| Kapelanie                                                          |                                                                    |                       | Beringen     | Markt 18                                 | 51° 2' 51" NB, 5° 13' 29" OL | 21420   | Kapelanie                                                          |
| Herenhuis in empirestijl                                           | Monument                                                           |                       | Beringen     | Markt 20                                 | 51° 2' 52" NB, 5° 13' 28" OL | 21421   | Herenhuis in empirestijl                                           |
| Neoclassicistisch hoekhuis                                         |                                                                    |                       | Beringen     | Markt 23                                 | 51° 2' 53" NB, 5° 13' 26" OL | 21422   | Neoclassicistisch hoekhuis                                         |
| Parochiekerk Sint-Lambertus                                        | orgel                                                              |                       | Beverlo      | Beverlo-Dorp 40                          | 51° 5' 14" NB, 5° 13' 13" OL | 21423   | Parochiekerk Sint-Lambertus                                        |
| Neoclassicistisch herenhuis                                        |                                                                    |                       | Beverlo      | Beverlo-Dorp 19                          | 51° 5' 17" NB, 5° 13' 16" OL | 21424   | Neoclassicistisch herenhuis                                        |
| Wolweverij                                                         |                                                                    |                       | Beverlo      | Eindekenstraat 43                        | 51° 5' 38" NB, 5° 13' 38" OL | 21426   | Wolweverij                                                         |
| Langgestrekte hoeve                                                | Monument                                                           |                       | Beverlo      | Korspelsesteenweg 104                    | 51° 5' 20" NB, 5° 14' 7" OL  | 21427   | Langgestrekte hoeve                                                |
| Sint-Antoniuskapel van 1680                                        | passieretabel                                                      |                       | Beverlo      | Groenhoekstraat 10                       | 51° 5' 19" NB, 5° 14' 52" OL | 21428   | Sint-Antoniuskapel van 1680                                        |
| Parochiekerk Sint-Brigida                                          | orgel                                                              |                       | Koersel      | Kerkplein 2                              | 51° 3' 32" NB, 5° 16' 22" OL | 21431   | Parochiekerk Sint-Brigida                                          |
| Burgerhuis                                                         |                                                                    |                       | Koersel      | Koersel-Dorp 6-8                         | 51° 3' 33" NB, 5° 16' 23" OL | 21432   | Burgerhuis                                                         |
| Gemeentehuis van Koersel                                           |                                                                    |                       | Koersel      | Koersel-Dorp 25                          | 51° 3' 32" NB, 5° 16' 26" OL | 21434   | Gemeentehuis van Koersel                                           |
| Langgestrekte hoeve                                                |                                                                    |                       | Koersel      | Leemstraat                               | 51° 4' 16" NB, 5° 17' 59" OL | 21435   | Langgestrekte hoeve                                                |
| Watermolen Vurtense Molen                                          |                                                                    |                       | Koersel      | Molendijk 103                            | 51° 3' 30" NB, 5° 14' 33" OL | 21438   | Watermolen Vurtense Molen                                          |
| Hoeve                                                              |                                                                    |                       | Koersel      | Pannehoefstraat 31-35                    | 51° 4' 1" NB, 5° 17' 43" OL  | 21439   | Hoeve                                                              |
| Sint-Jozefkapel                                                    |                                                                    |                       | Koersel      | Pastorijstraat                           | 51° 3' 42" NB, 5° 16' 26" OL | 21440   | Sint-Jozefkapel                                                    |
| Onze-Lieve-Vrouwekapel                                             |                                                                    |                       | Koersel      | Pastorijstraat                           | 51° 3' 38" NB, 5° 16' 44" OL | 21441   | Onze-Lieve-Vrouwekapel                                             |
| Kasteel Quanonen                                                   |                                                                    |                       | Koersel      | Pastorijstraat 2                         | 51° 3' 39" NB, 5° 16' 15" OL | 21442   | Kasteel Quanonen                                                   |
| Langgestrekte hoeve                                                |                                                                    |                       | Koersel      | Pastorijstraat 29                        | 51° 3' 41" NB, 5° 16' 28" OL | 21443   | Langgestrekte hoeve                                                |
| Pastorie Sint-Brigidaparochie                                      | Monument                                                           |                       | Koersel      | Pastorijstraat 49                        | 51° 3' 40" NB, 5° 16' 35" OL | 21444   | Pastorie Sint-Brigidaparochie                                      |
| Onze-Lieve-Vrouwekapel                                             |                                                                    |                       | Koersel      | Trompetstraat                            | 51° 3' 15" NB, 5° 15' 15" OL | 21450   | Onze-Lieve-Vrouwekapel                                             |
| Kapel Onze-Lieve-Vrouw-aan-de-Staak van 1833                       |                                                                    |                       | Koersel      | Fonteintjestraat 18                      | 51° 4' 59" NB, 5° 19' 20" OL | 21451   | Kapel Onze-Lieve-Vrouw-aan-de-Staak van 1833                       |
| Kapel Onze-Lieve-Vrouw-van-Rust                                    |                                                                    |                       | Koersel      | Heerbaan                                 | 51° 4' 19" NB, 5° 14' 59" OL | 21453   | Kapel Onze-Lieve-Vrouw-van-Rust                                    |
| Watermolen Stalse Molen                                            | Monument                                                           |                       | Koersel      | Stalse Molenstraat 20                    | 51° 3' 48" NB, 5° 14' 42" OL | 21457   | Watermolen Stalse Molen                                            |
| Gemeentehuis van Paal                                              | Monument                                                           |                       | Paal         | Beverlosesteenweg 3                      | 51° 2' 27" NB, 5° 10' 20" OL | 21458   | Gemeentehuis van Paal                                              |
| Parochiekerk Sint-Jan-de-Doper                                     | orgel                                                              |                       | Paal         | Paal-Dorp                                | 51° 2' 22" NB, 5° 10' 24" OL | 21461   | Parochiekerk Sint-Jan-de-Doper                                     |
| Hoekhuis                                                           |                                                                    |                       | Paal         | Pater Carremansstraat 2                  | 51° 2' 20" NB, 5° 10' 23" OL | 21462   | Hoekhuis                                                           |
| Dorpswoning met dwarsschuur                                        | Monument                                                           |                       | Paal         | Schoolstraat 26-28                       | 51° 2' 18" NB, 5° 10' 31" OL | 21464   | Dorpswoning met dwarsschuur                                        |
| Watermolen Gestelse Molen                                          |                                                                    |                       | Paal         | Maalbeekstraat 101                       | 51° 1' 45" NB, 5° 11' 32" OL | 21472   | Watermolen Gestelse Molen                                          |
| Langgestrekte hoeve                                                |                                                                    |                       | Paal         | Sint-Janstraat 42                        | 51° 2' 15" NB, 5° 10' 36" OL | 21473   | Langgestrekte hoeve                                                |
| Parochiekerk Onze-Lieve-Vrouw-Onbevlekt-Ontvangen                  |                                                                    |                       | Paal         | Pastoor Grausstraat 16                   | 51° 3' 42" NB, 5° 11' 53" OL | 21474   | Parochiekerk Onze-Lieve-Vrouw-Onbevlekt-Ontvangen                  |
| Wegkapelletje                                                      |                                                                    |                       | Paal         | Schipperstraat                           | 51° 3' 57" NB, 5° 11' 58" OL | 21475   | Wegkapelletje                                                      |
| Langgestrekte hoeve                                                |                                                                    |                       | Paal         | Schipperstraat 25                        | 51° 3' 54" NB, 5° 11' 54" OL | 21476   | Langgestrekte hoeve                                                |
| Parochiaal complex Sint-Theodardus                                 | Monument: kerk, pastorie, Kerkstraat 4, Kerkstraat 6, parochiezaal | Henry Lacoste         | Beverlo      | Kerkstraat 2-6, 10, Koolmijnlaan 303     | 51° 4' 33" NB, 5° 13' 16" OL | 21477   | Parochiaal complex Sint-Theodardus                                 |
| Parochiekerk Heilig-Hart                                           |                                                                    |                       | Beverlo      | Kroonstraat 36                           | 51° 5' 23" NB, 5° 14' 59" OL | 83613   | Parochiekerk Heilig-Hart                                           |
| Schachten, schachttorens en ophaalgebouwen                         | Monument                                                           |                       | Koersel      | Koolmijnlaan                             | 51° 4' 5" NB, 5° 13' 24" OL  | 200555  | Schachten, schachttorens en ophaalgebouwen                         |
| Ontvangstgebouwen                                                  | Monument                                                           |                       | Koersel      | Koolmijnlaan                             | 51° 4' 10" NB, 5° 13' 22" OL | 200556  | Ontvangstgebouwen                                                  |
| Kolenwasserij en -zeverij                                          | Monument                                                           |                       | Koersel      | Koolmijnlaan                             | 51° 4' 11" NB, 5° 13' 26" OL | 200557  | Kolenwasserij en -zeverij                                          |
| Steenstort                                                         |                                                                    |                       | Koersel      | Koolmijnlaan                             | 51° 4' 10" NB, 5° 13' 38" OL | 200558  | Steenstort                                                         |
| Elektrische centrale                                               | Monument                                                           |                       | Koersel      | Koolmijnlaan                             | 51° 4' 8" NB, 5° 13' 22" OL  | 200560  | Elektrische centrale                                               |
| Koeltorens                                                         | Monument                                                           |                       | Koersel      | Koolmijnlaan                             | 51° 4' 4" NB, 5° 13' 19" OL  | 200561  | Koeltorens                                                         |
| Watercentrale                                                      | Monument                                                           |                       | Koersel      | Koolmijnlaan                             | 51° 4' 4" NB, 5° 13' 21" OL  | 200562  | Watercentrale                                                      |
| Betonnen klaarvijvers                                              | Monument                                                           |                       | Koersel      | Koolmijnlaan                             | 51° 3' 53" NB, 5° 13' 29" OL | 200563  | Upload foto                                                        |
| Werkhuizen                                                         | Monument                                                           |                       | Koersel      | Koolmijnlaan                             | 51° 4' 1" NB, 5° 13' 24" OL  | 200564  | Werkhuizen                                                         |
| Passerelle en watertoren                                           | Monument                                                           |                       | Koersel      | Stationsstraat                           | 51° 4' 23" NB, 5° 13' 26" OL | 200566  | Passerelle en watertoren                                           |
| Kolenhaven                                                         | Monument                                                           |                       | Koersel      | Olmsesteenweg                            | 51° 4' 8" NB, 5° 11' 45" OL  | 200567  | Kolenhaven                                                         |
| Centrale burelen                                                   | Monument                                                           |                       | Koersel      | Koolmijnlaan                             | 51° 4' 12" NB, 5° 13' 19" OL | 200568  | Centrale burelen                                                   |
| Kleedkamers en stortbaden                                          | Monument                                                           |                       | Koersel      | Koolmijnlaan                             | 51° 4' 13" NB, 5° 13' 21" OL | 200569  | Kleedkamers en stortbaden                                          |
| Omheining, controlegebouw, eetzaal en kleedkamer en sociaal gebouw | Monument                                                           |                       | Koersel      | Koolmijnlaan                             | 51° 4' 16" NB, 5° 13' 15" OL | 200571  | Omheining, controlegebouw, eetzaal en kleedkamer en sociaal gebouw |
| Directeurs- en ingenieurswoningen                                  | dorpsgezicht                                                       |                       | Koersel      | Koolmijnlaan 152, 158, 162-200, 206, 250 | 51° 3' 48" NB, 5° 13' 15" OL | 200572  | Directeurs- en ingenieurswoningen                                  |
| Spoorlijnen                                                        | Monument                                                           |                       | Koersel      | Beverlosesteenweg                        |                              | 201200  | Spoorlijnen                                                        |
| Oorlogsmonument                                                    | Monument                                                           |                       | Beringen     | Markt                                    |                              | 215683  | Oorlogsmonument                                                    |
| Kastelhoeve                                                        |                                                                    |                       | Koersel      | Molendijk 171                            |                              | 217059  | Kastelhoeve                                                        |
| Melkhuisje en elektriciteitspyloon                                 | Monument                                                           |                       | Beverlo      | Alfred Habetslaan 40                     |                              | 302310  | Melkhuisje en elektriciteitspyloon                                 |

### Bouwkundige gehelen
| Object                                           | Erfgoedstatus? | Bouwjaar of architect | Deelgemeente     | Adres                                                                                               | Coördinaten | Nummer? | Afbeelding                                       |
| ------------------------------------------------ | -------------- | --------------------- | ---------------- | --------------------------------------------------------------------------------------------------- | ----------- | ------- | ------------------------------------------------ |
| Steenkoolmijn van Beringen                       | Monument       |                       | Koersel          | Koolmijnlaan 201-203                                                                                |             | 120883  | Steenkoolmijn van Beringen                       |
| Steenkoolmijn van Beringen: Mijncités            | dorpsgezicht   |                       | Koersel, Beverlo | |             | 122159  | Steenkoolmijn van Beringen: Mijncités            |
| Steenkoolmijn van Beringen: Mijncité van Koersel |                |                       | Koersel          | |             | 122199  | Steenkoolmijn van Beringen: Mijncité van Koersel |
| Steenkoolmijn van Beringen: Mijncité van Beverlo |                |                       | Beverlo          | |             | 122201  | Steenkoolmijn van Beringen: Mijncité van Beverlo |
| Mijncité Baltisch Kamp                           |                |                       | Koersel          | Kleinheidelaan 1-18, 20, Molenlaan 1-28                                                             |             | 301514  | Mijncité Baltisch Kamp                           |
| Sociale woningen van 1966                        |                |                       | Koersel          | Kastelstraat 26-40, Kleinheidelaan 22-58, Steenstortstraat 10-14, Wipstraat 15-17                   |             | 302172  | Sociale woningen van 1966                        |
| Sociale woonwijk Nieuw Steenveld                 |                |                       | Koersel          | Korhoenstraat 1-74, 76-78, Meeuwenstraat 1-81, Roerdompstraat 2-6, 7-12, Wulpstraat 8-27, 28-74     |             | 302173  | Sociale woonwijk Nieuw Steenveld                 |
| Sociale woonwijk Oud Steenveld                   |                |                       | Koersel          | Merelstraat 1-22, Nachtegaalstraat 1-20, 22-24, Zandstraat 17-47, 43A-B, 27A-B, Zwaluwenstraat 1-19 |             | 302174  | Sociale woonwijk Oud Steenveld                   |
| Sociale woningen van 1956-1957                   |                |                       | Paal             | Hoefbladstraat 23-37, Processiestraat 37-43, 44-47, 48-54                                           |             | 302175  | Sociale woningen van 1956-1957                   |